# Bodine Aluminum
Bodine Aluminum, Inc. ist ein  amerikanischer Automobilzulieferer und Hersteller von Werkstücken aus Aluminiumguss mit Sitz in St. Louis (Missouri), der eine 100%ige Tochtergesellschaft von Toyota ist. 

## Geschichte
Das Unternehmen wurde 1912 gegründet. Im Jahr 1960 erfolgte der Umzug in das Werk St. Louis. 
Die Übernahme durch die Toyota-Tochtergesellschaft TMCS (USA) erfolgte im Januar 1990. Im Januar 1993 nahm das Werk Troy seinen Betrieb auf, während die Fertigung im Werk Jackson (Tennessee) im Dezember 2005 begann. 

## Produktion
Das Werk Troy stellt Zylinderköpfe und -blöcke her. Das Werk St. Louis produziert Motorlager und andere Teile. Das Werk Jackson fertigt Gehäuse für Automatikgetriebe und Zylinderblöcke.
Im Jahr 2011 fertigten 1011 Mitarbeiter rund 1,61 Millionen Zylinderblöcke, 1,08 Millionen Zylinderköpfe und 260.000 Getriebegehäuse.